# Пауталийски асклепион
Пауталийският асклепион е бивш комплекс, антична древноримска постройка в Кюстендил.
Представлявал основна сграда с правоъгълен план и двускатен покрив. На предната страна имал триъгълен фронтон, поддържан от 4 колони с коринтски капители. Строен през 1 и 2 век и имал обща площ (заедно с постройките на допълващото застрояване и римските терми) около 3600 m² със сгради ориентирани в посока югоизток-северозапад. През първите векове на нашата ера пауталийският асклепион е посещаван от почти всички римски императори от Траян до Каракала, като Марк Аврелий писал съчиненията си в пауталийския асклепион.
Пауталийският асклепион се простирал в свещената дъбрава в подножието на хълма Хисарлъка (намиращ се точно над съвременен Кюстендил) на място, известно като „Кръклък“, а през средновековието - като „Свети 40 мъченици“. Бил е втори по големина на Балканския полуостров и отстъпвал само на този в Епидавър сред общо 38 в Древна Гърция и нейните колонии, като се мерел с Пергамския.
Банята имала помещения както за групово, така и индивидуално посещение и лечение. В римските терми имало аподитериум (съблекалня), тепидариум (умерено топла зала), калдариум (гореща зала), фригидариум (студена зала), лаконикум (пералня), палестра (гимнастическа зала). Отоплението на баните било по типично римски модел - с хипокауст, който затопля пода, после стените и цялото помещение. Минералните извори на Пауталия са 36, а дебитът им ги нарежда днес на първо място в България с около 1980-2100 литра на минута и със средна температура около 74 градуса.
Асклепионът обхващал освен баните и комплекс от антични постройки, предимно храмове на божества от гръко-римския пантеон. Освен храмовете имало парк, гимназион, стадиони, театри, както и други обществени постройки. Архитектурата на асклепиона била типично римска. Като комплексен център включвал и Храма на Асклепий (бог-покровител на Пауталия), който се намирал на Хисарлъка.
Бог Асклепий бил патрон на Пауталия. Богът е представян на обратната страна на пауталийските монети от 2 век и 3 век като възрастен мъж с брада и мустаци, полугол и наметнат с хламида. В едната си ръка държи орфическо яйце, а в другата - кривак или жезъл с увита около него змия (символа на мъдростта).